# Свердловский район (Пермь)

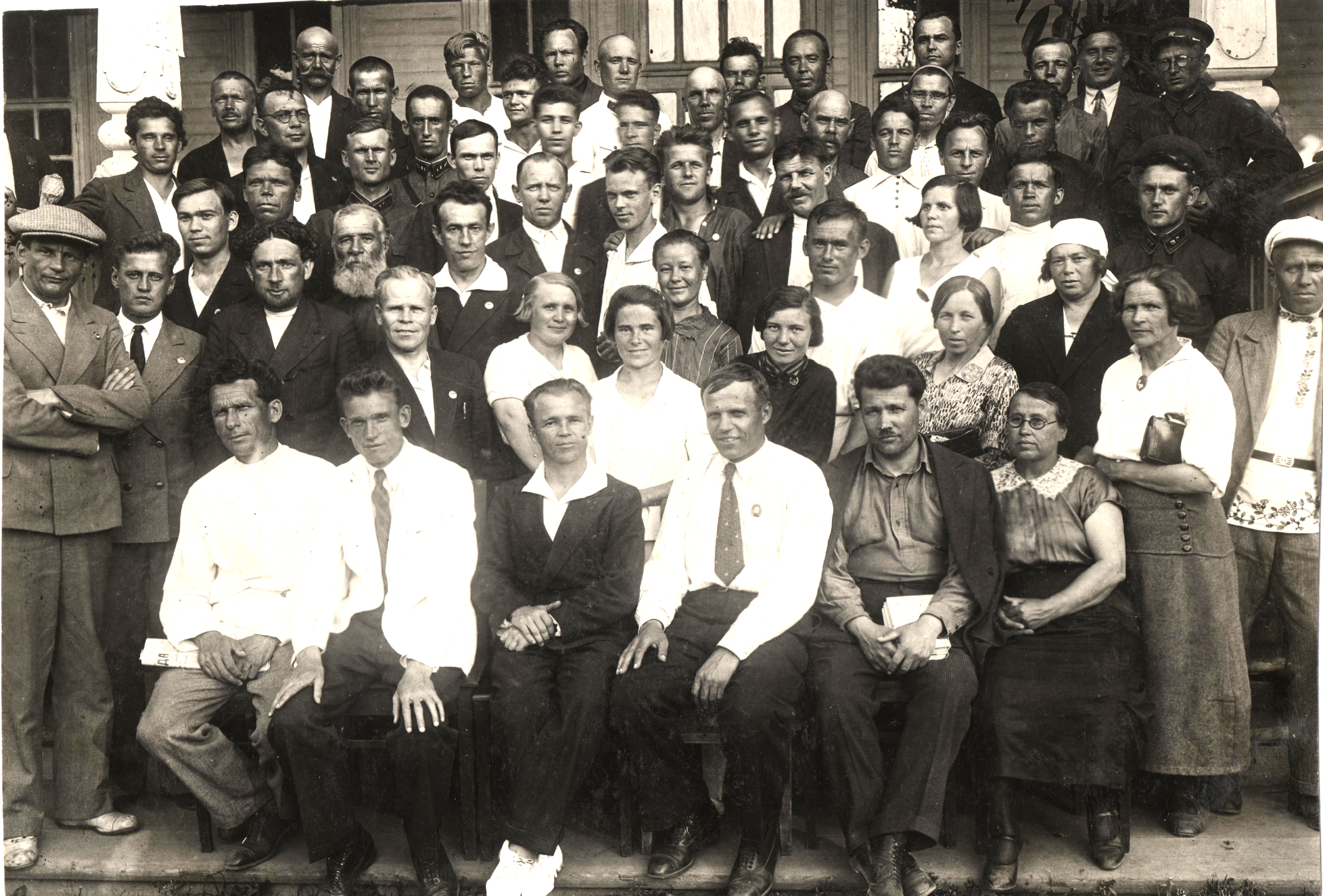
25.05.1936 год Участники 1-го пленума Сталинского райкома ВКП(б), в первом ряду сидят: в центре С. М. Озеров с Орденом Ленина первого типа. Крайний слева — Д. И. Плотников. Многие делегаты с нагрудными знаками «Стахановец завода № 19 им. Сталина».

Свердло́вский райо́н — один из семи районов Перми.

## География
Площадь района — 124,19 км². Район полностью расположен в левобережной части Перми и не прилегает к Каме.
Микрорайоны Свердловского района[уточнить]: Владимирский (Загарье), Голый Мыс, Громовский, Зелёное Хозяйство, Краснова, Крохалёва, Липовая Гора, Ново-Бродовский, Октябрьский (входит в состав микрорайона Крохалёва), Островский, Свердлова, Свердлова-Центр, Соболи, Юбилейный, Южный.
Основные магистрали: Комсомольский проспект, улицы Героев Хасана, Пушкина, Куйбышева, Чкалова, Революции.
Территориально в состав района входит посёлок Новые Ляды, имеющий собственную администрацию.

## История
Район был создан 27 мая 1936 года, когда президиум городского совета принял решение о создании Ленинского, Сталинского (ныне Свердловский) и Кагановичского (ныне Дзержинский) районов и учреждении соответствующих районных советов.
21 марта 1936 года состоялось заседание бюро Свердловского обкома ВКП(б), на котором было принято предложение Пермского ГК ВКП(б) об организации в составе Пермского горкома еще двух райкомов, помимо существующих. В частности, «наименовать район с заводом № 19 им. Сталина — Сталинским». На территории нового района размещались: одно из крупнейший предприятий города завод № 19 имени И. В. Сталина; областное управление МВД, областное управление и городское управление милиции; областные управления лесного хозяйства и сельского хозяйства; Пермский педагогический институт, Пермский горный институт, Пермский вечерний машиностроительный институт, техникумы — коммунально-строительный и авиационный, Пермский научно-исследовательский институт вакцин и сывороток (бакинститут), Пермский научно-исследовательский угольный институт (ВУГИ); Пермское областное отделение Союза писателей СССР, Пермское книжное издательство, типография издательства «Звезда» и еще много других объектов народного хозяйства, культуры, здравоохранения и образования.
Первая районная партийная конференция состоялась 25 мая 1936 года. На ней присутствовало 107 делегатов. В тот же день состоялся I пленум Сталинского районного комитета партии. Открывая пленум, С. М. Озеров выступил с речью, в которой сообщил решение партии об образовании района: «…осуществляя указания т. Сталина о подтягивании оргруководства на уровень политических задач Центральный Комитет партии принял решение об организации 3-х новых районов в нашей Пермской организации и создании в данном случае Сталинского района». На пленуме были избраны секретарь РК ВКП(б) С. М. Озеров, заместитель секретаря РК ВКП(б) А. А. Дружков, бюро РК ВКП(б) в составе 5 членов (Озеров С. М., Дружков А. А., Плотников Д. И., Побережский И. И., Трубин К. С.). Плотников Д. И. был избран председателем Сталинского райсовета и работал в этой должности с ноября 1936 по июль 1937 года[значимость факта?].
В 1961 году район был переименован в Свердловский район.

## Население
| 1970     | 1979     | 1989     | 2002     | 2006     | 2007     | 2009     | 2010     | 2012     |
| -------- | -------- | -------- | -------- | -------- | -------- | -------- | -------- | -------- |
| 182 586  | ↗220 142 | ↗236 681 | ↘215 487 | ↗217 300 | ↘215 100 | ↘210 666 | ↘210 477 | ↗211 687 |
| 2013     | 2014     | 2015     | 2016     | 2017     | 2018     | 2019     | 2020     | 2021     |
| ↗213 959 | ↗215 645 | ↗217 148 | ↗218 032 | ↗219 115 | ↗219 558 | ↘219 495 | ↗219 561 | ↘215 209 |
| 2023     |          |          |          |          |          |          |          |          |
| ↘213 856 |          |          |          |          |          |          |          |          |

Свердловский район — крупнейший в Перми по численности населения. Население района составляет 20.81 % населения Перми.
Население района учитывает население посёлка Новые Ляды, имеющего свою администрацию.